# Hino, Tokyo
Hino (tiếng Nhật: 日野市) là một thành phố thuộc ngoại ô Tokyo, Nhật Bản.
Đến năm 2010, thành phố có dân số ước tính là 181.074 và mật độ dân số là 6.580 người/km². Tổng diện tích là 27,53 km².
Hino có vườn thú Tama (多摩動物公園: Tama Dōbutsu Kōen), điều hành bởi chính quyền Tokyo. Cũng trong Hino còn có chùa Takahata Fudo, một ngôi chùa Phật giao nổi tiếng.

## Lịch sử
Hino được hình thành vào khoảng năm 1605, là một ngôi làng nhỏ dọc đường Kaidō.

Thành phố được thành lập vào ngày 3 tháng 11 năm 1963.

## Giáo dục
Các trường công lập trong thành phố:
- Trường trung học Hino  Lưu trữ ngày 27 tháng 11 năm 2009 tại Wayback Machine
- Trường trung học Hinodai  Lưu trữ ngày 28 tháng 11 năm 2009 tại Wayback Machine
- Trường trung học Minamidaira  Lưu trữ ngày 2 tháng 12 năm 2009 tại Wayback Machine

## Người nổi tiếng

Tượng đài Hijikata Toshizō ở Takahata Fudo, Hino, Tokyo

- Hijikata Toshizō, phó cục trưởng Shinsengumi cuối thời Edo